# 洛斯特豚属
洛斯特豚属（学名：Perditicetus）是鲸下目下的一属中型恒河豚类。

## 下属物种
本属包括以下物种：
- 亚基纳洛斯特豚 Perditicetus yaconensis Nelson & Uhen, 2020，分布于北太平洋东部（美国俄勒冈州）